# Дескриптор развёртывания
Дескриптор развёртывания — конфигурационный файл артефакта[неизвестный термин], который будет развёрнут в контейнере сервлетов.
В спецификации Java Platform, Enterprise Edition дескриптор развёртывания описывает то, как компонент, модуль или приложение (такое, как веб-приложение или приложение предприятия) должно быть развёрнуто.
Этот конфигурационный файл указывает параметры развёртывания для модуля или приложения с определёнными настройками, параметры безопасности и описывает конкретные требования к конфигурации. Для синтаксиса файлов дескриптора развёртывания используется язык XML.

## Типы
Для веб-приложений дескриптор развёртывания должен называться web.xml и находиться в каталоге WEB-INF, в корне веб-приложения. Этот файл является стандартным дескриптором развёртывания, определённым в спецификации сервлетов. Также есть и другие типы дескрипторов, такие, как файл дескриптора развёртывания sun-web.xml, содержащий специфичные для Sun GlassFish Enterprise Server данные для развёртывания именно для этого сервера приложений или файл application.xml в каталоге META-INF для приложений J2EE.